# Delica
Die Delica mit Sitz in Birsfelden war ein Unternehmen des Schweizer Detailhandelskonzerns Migros. Das Nahrungsmittelunternehmen verarbeitete Kaffee, Trockenfrüchte, Nüsse, Kerne, Samen, Gewürze, Pilze und Hülsenfrüchte. Die Delica arbeitete im Verbund mit den Migros-Industriebetrieben Chocolat Frey, Midor, Riseria Taverne und Totale Capsule Solutions zusammen. Dieser Verbund ist per 1. Juni 2021 zur neuen Delica AG fusioniert.
Mit 13'900 Tonnen verarbeitetem Rohkaffee zählte das Unternehmen zu den grössten Kaffeeröstereien auf dem Schweizer Markt. Mit rund 10'000 Tonnen verarbeiteten Trockenprodukten und einer Kapazität von über 60 Millionen Verkaufseinheiten pro Jahr gehörte die Delica auch in dieser Produktgruppe zu den grössten Schweizer Verarbeitern.
Die Kernkompetenzen der Delica lagen in der Beschaffung, Veredlung und Vermarktung von Roh- und Handelswaren sowie in der Entwicklung von Kaffeekapselmaschinen. Neben ihrem Hauptkunden Migros belieferte die Delica weitere Detailhändler im In- und Ausland sowie Grosshandel, Gastronomie und Industriebetriebe. Die Delica beschäftigte im Jahr 2020 431 Mitarbeitende.

## Geschichte
1954 gründete der Migros-Genossenschafts-Bund (MGB) auf dem Gelände des stillgelegten Flugplatzes Basel-Sternenfeld in Birsfelden die «Migros Lagerhaus Genossenschaft» (MLG). Der Lagerhaus-Komplex der MLG umfasste Kühlräume, Trockenlager, eine Kaffeerösterei sowie verschiedene Abpackungslinien. 1957 übernahm der MGB die Reismühle in Torricella-Taverne. 1964 folgte die Gründung des Unternehmens «Migros Zentralpackerei AG» (MZP). Sie übernahm von der MLG die Kaffeerösterei und die Verpackungslinien. Zusätzlich stellte die MZP neu alle Papierverpackungen für die Migros-Genossenschaften her. 1987 fusionierten die MLG und die MZP zu «Migros Betriebe Birsfelden AG» (MBB). Sie harmonisierte die Aktivitäten der beiden Unternehmen und agierte weiterhin als Verarbeitungsbetrieb für Kaffee- und Kolonialwaren. Als Handelsunternehmen bot sie zusätzlich auch Logistikdienstleistungen (Umschlag, Lagerung, Verzollung) für Dritte an.
Anfang 2000 begann die MBB mit der Entwicklung eines eigenständigen Kaffeekapselsystems. Dieses führte die MBB 2004 unter der Marke Delizio beim Schweizer Detailhändler Migros ein. Ab 1. Januar 2007 firmierte die MBB als «Delica AG». Der Bereich der Verpackungsproduktion wurde verkauft. Mit diesem Schritt avancierte das Unternehmen zu einem reinen Lebensmittel-Industriebetrieb. 2009 begann die Firma zu exportieren. Sie lancierte das eigene Kapselsystem unter der Marke Cremesso in Österreich. 2012 führte die Delica AG mit Café Royal eine exklusive Premium-Marke ein. Das Einführungsprodukt war die Nespresso-kompatible Kaffeekapsel. 2014 implementierte die Delica zwei neue wichtige Anlagen im Kolonialbereich. Eine neue ZIP-Anlage für wiederverschliessbare Beutel sowie eine Cup-Anlage für hermetisch verschliessbare Becher. Mit dieser können Kolonialprodukte konsumfertig abgepackt werden.
Am 1. Juni 2021 wurde aus den fünf Unternehmen Midor, Chocolat Frey, Delica, Riseria sowie Total Capsule Solutions die Delica AG. Der Hauptstandort des rechtlich neu gegründeten Unternehmens ist Buchs im Kanton Aargau. Die bestehenden Standorte bleiben weiterhin als Produktionsstätten bestehen.

## Kaffee

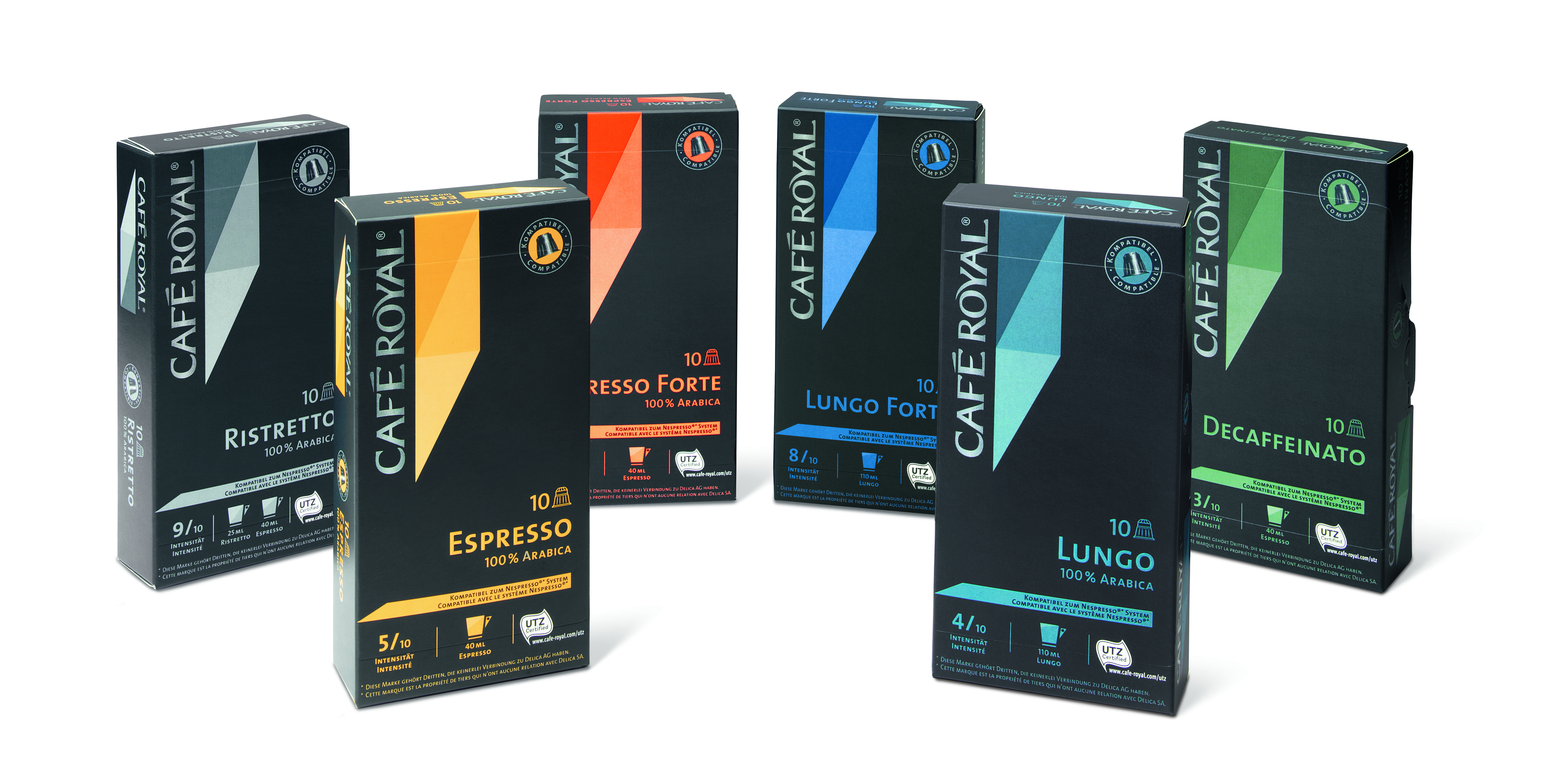
Café Royal

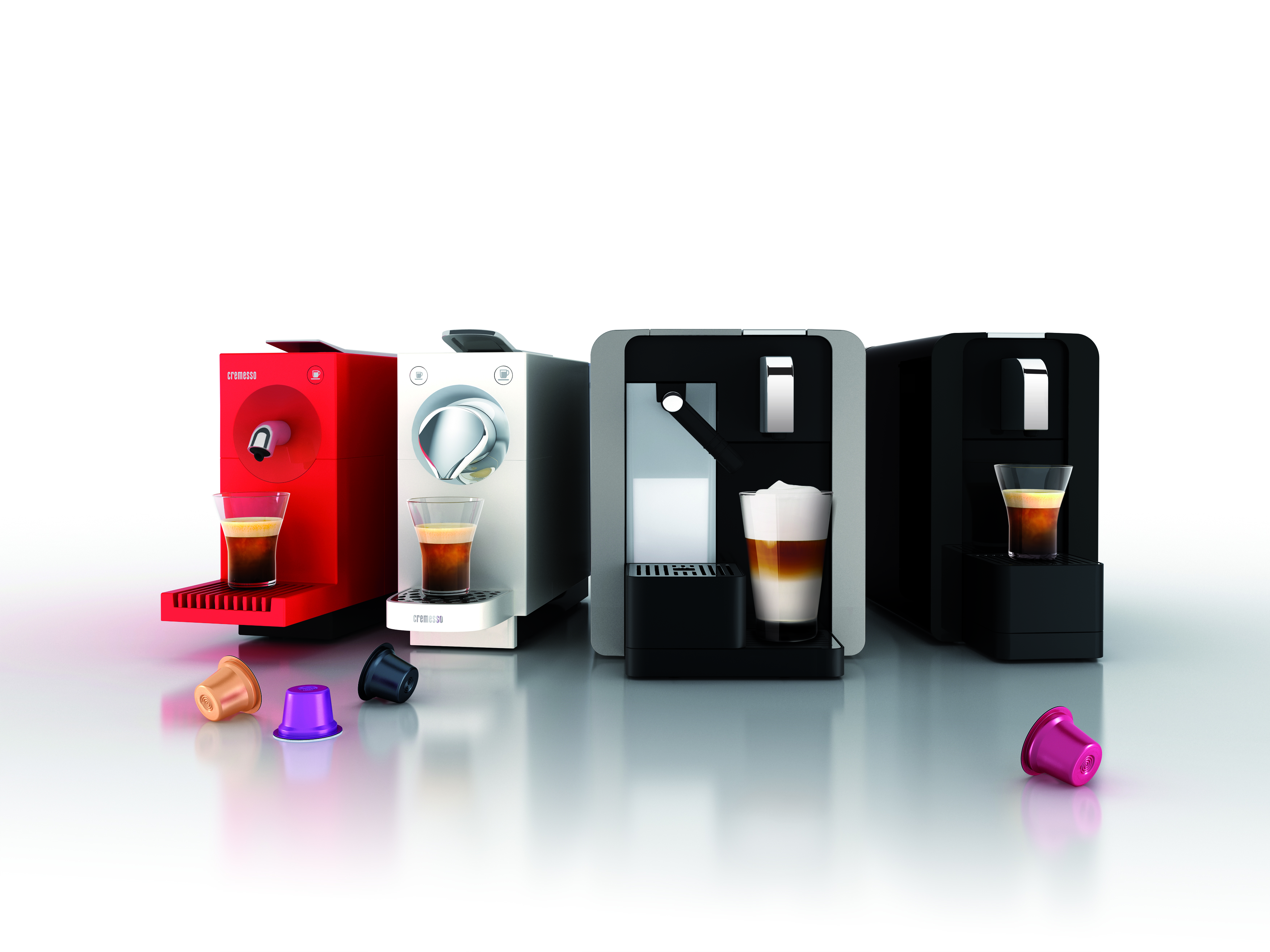
Cremesso-Kaffeekapseln

Die Delica AG erzielte ca. zwei Drittel ihres Umsatzes mit Kaffee, wobei der Fokus auf Kapselkaffee lag, unter anderem mit den Marken Café Royal, Delizio und Cremesso.
Café Royal wurde zunächst im Sommer 2012 in der Schweiz eingeführt. 2013 startete die Internationalisierung der Marke mit Fokus auf die wichtigsten europäischen Kaffeemärkte. Seit 2019 werden Kaffeekapseln neben Kunststoff auch aus Aluminium hergestellt. Die Marke Café Royal warb bis 2019 mit Robbie Williams als Testimonial. Unter der Marke Café Royal wird ein breites Sortiment von Kaffeeprodukten angeboten, mit Fokus auf Kaffeeportionen. Dieses umfasst:
Das eigene geschlossene Kaffeekapselsystem der Delica AG ist auf dem Schweizer Markt unter der Marke Delizio erhältlich. Die Kapseln sind zu keinem anderen Kapselkaffeesystem kompatibel. Delizio umfasst heute rund 20 Sorten Kapselkaffee, fünf Teesorten und fünf Maschinenmodelle.
Cremesso ist die internationale Marke des geschlossenen Kaffeekapselsystems der Delica AG. Die internationale Ausrichtung von Cremesso reicht neben Deutschland und Österreich bis nach Spanien, Russland, Ungarn, die Slowakei, Tschechien, Israel und die Vereinigten Arabischen Emirate.  Cremesso umfasst heute rund 20 Sorten Kaffeesorten, vier Teesorten und vier Maschinenmodelle sowie Zubehör.

## Food

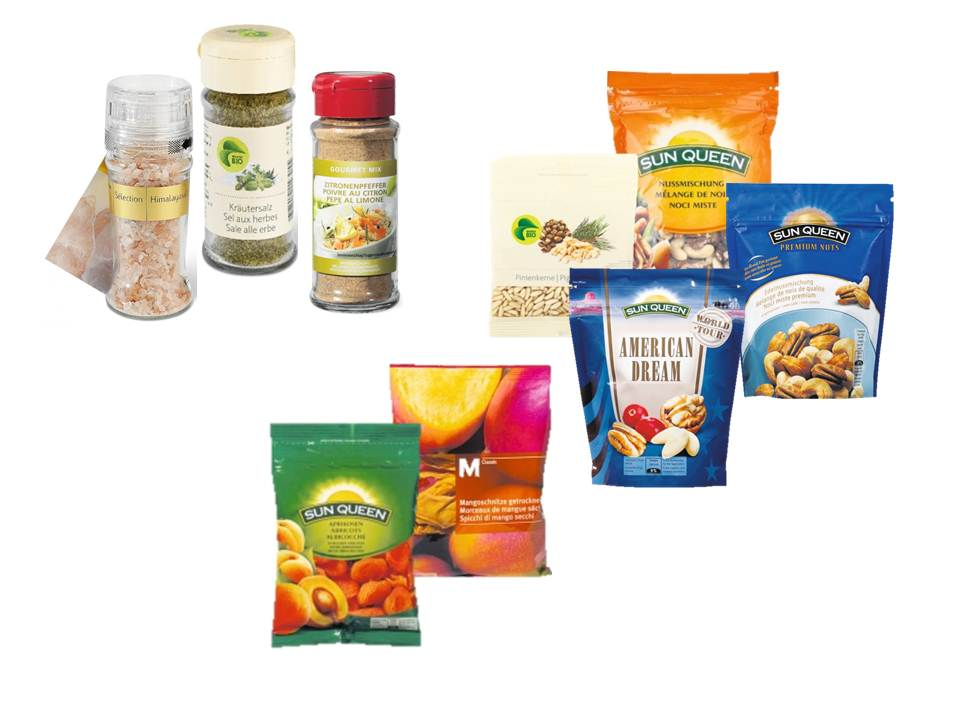
Dörrfrüchte, Nüsse und Gewürze

Treehouse ist die Snack-Marke der Delica AG. Trockenfrüchte, Nüsse und Gewürze werden zu unterschiedlichen Produkten gemischt, die im Pocketbeutel oder im Beutel erhältlich sind.
Art on Salad sind Topping-Mischungen aus Kernen, Nüssen und anderen natürlichen Zutaten für die einfache und schnelle Zubereitung von Salaten und anderen Gerichten.
Delicaterra ist die Premium-Marke im Gastronomiebereich für professionelle Köche, Bäcker und Konditoren sowie sämtliche Gastronomen. Das Sortiment umfasst Gewürzmischungen, Trockenfrüchte, Kerne und Samen, Nüsse gesalzen oder naturbelassen sowie Mischungen für die Bereicherung von Salatbuffets.
Fruits & Nuts by Delica ist die Marke für Trockenfrüchte und Nüsse im Offenverkauf. Sie bietet eine grosse Auswahl an Trockenfrüchten und Nüssen, welche über einen Warenträger selber ausgewählt und portioniert werden können.
LeChef ist eine Premium Cooking Marke. Sie bietet sowohl Kochzutaten als auch Kochlösungen an. Das Sortiment verzichtet auf jegliche Formen von Zusatzstoffen. Die Marke ist in unterschiedliche Linien unterteilt wie z. B. LeChef Cooking (Kochzutaten, wie z. B. Gewürzmischungen, Dip-Mischungen), LeChef PURE (reine Gewürze) LeChef GRILL (Grillzutaten).
Delica Foodservice bietet in der ganzen Schweiz ein breites Angebot an Kaffee, Trockenfrüchten, Nüssen und Snack-Produkten für den Grosshandel und die Gastronomie an. Das Portfolio umfasst die Kaffeemarken Café Royal, Inflagranti, Gastronome und Delizio. Delicaterra und Treehouse komplettieren das Angebot im Food-Bereich.

## Nachhaltiges Engagement
Mit dem Ziel, Kaffeeproduzenten in Honduras zu stärken und die allgemeinen Lebensbedingungen vor Ort zu verbessern, hat Delica in Honduras das Projekt «La Laguna» gestartet: seit 2016 unterstützt das Unternehmen über einen Zeitraum von fünf Jahren 300 Kaffeebauern bei Anbau, Ernte, Verarbeitung, Transport und Verkauf des Kaffees. Dabei werden die Bauern UTZ-zertifiziert und werden im professionellen und nachhaltigen Anbau von Kaffee geschult. Daneben hat die Delica direkte Investitionen in eine verbesserte Infrastruktur zur Kaffeeverarbeitung getätigt, um eine qualitativ hochstehende Verarbeitung und den direkten Ankauf von Kaffee zu ermöglichen. Seit 2017 ist Kaffee aus La Laguna auch als Produkt im Schweizer Detailhandel erhältlich. Seit Ende 2010 bezieht die Delica über 90 % des verwendeten Rohkaffees aus UTZ-zertifiziertem Anbau.

## Zertifikate
- IFS Food
- FSSC22000
- ISO 9001
- ISO 14001
- Bio Suisse
- EU-Bio
- Migros Bio
- Max Havelaar Fairtrade
- UTZ